# Ziekenhuishygiënist
Een ziekenhuishygiënist is een functionaris binnen de gezondheidszorg die na de opleiding tot verpleegkundige of (medisch) microbiologisch analist de post HBO-opleiding ziekenhuishygiëne heeft gevolgd. De functionaris wordt ook wel deskundige infectiepreventie genoemd. Andere benamingen zijn infectiepreventie-adviseur en coördinator infectiepreventie.
De taken van de ziekenhuishygiënist zijn het bieden van ondersteuning aan alle geledingen binnen de gezondheidszorginstelling bij het voorkomen, signaleren en bestrijden van ziekenhuisinfecties. Hieraan wordt vormgegeven door het herkennen en verbeteren van situaties die een besmettingsrisico geven, het opstellen van hygiënevoorschriften en richtlijnen, het geven van voorlichting en (beleids-) adviezen, het toezien op de uitvoering van hygiënemaatregelen, het registreren van infecties en het houden van hygiëne-audits. Met betrekking tot de schoonmaak heeft de ziekenhuishygiënist slechts een taak indien er, ondanks standaard-reiniging, een besmettingsrisico voor de patiënt of medewerker bestaat.
De ziekenhuishygiënist houdt zich bezig met voorkomen, herkennen, beschrijven en bestrijden van individuele gevallen van ziekenhuisinfecties of van epidemische verheffingen daarvan. Daarvan zijn de oorzaken gebonden aan ziekenhuisbehandelingen (lijninfecties, wondinfecties na operaties), dan wel dragerschap en infecties door ziekenhuisbacteriën (MRSA, BRMO waaronder ESBL, pseudomembraneuze colitis door Clostridium difficile, vancomycine-resistente enterokokken VRE, griep (influenza, sinds 2009 voornamelijk Mexicaanse griep), verschillende hepatitisvirussen, norovirus, rotavirus).
Ziekenhuisinfectieregistratie omvat het vaststellen en vastleggen van (onder meer) postoperatieve wondinfecties, infecties van de urinewegen, de luchtwegen (longontsteking), de bloedbaan en infecties van inwendige lijnen. De vorm waarvoor kan worden gekozen is prevalentie- of incidentieonderzoek. Bij prevalentie wordt het aantal patiënten met een ziekenhuisinfectie afgezet tegen het totale aantal opgenomen patiënten op een tijdstip. Bij incidentie wordt het aantal patiënten dat tijdens of na een opname een ziekenhuisinfectie ontwikkelt afgezet tegen het totale aantal patiënten dat wordt opgenomen.
De adviezen, voorschriften en richtlijnen hebben zo mogelijk de richtlijnen van de Werkgroep Infectie Preventie als uitgangspunt omdat deze door de Inspectie Gezondheidszorg en Jeugd als professionele standaarden worden gehanteerd.
De ziekenhuishygiënisten zijn meestal in loondienst werkzaam in ziekenhuizen maar zijn op contractbasis ook werkzaam in andere gezondheidszorginstellingen. Daarnaast zijn er hygiënisten werkzaam in adviesbureaus. Zij zijn zowel werkzaam in zieken-, verpleeg- en verzorgingshuizen als privéklinieken, gevangenissen en (tand-)artspraktijken.
Samen met de arts-microbioloog vormt de ziekenhuishygiënist vaak de vaste kern van de Infectiecommissie in de ziekenhuizen.
Een groeiend aantal hygiënisten is aangesteld als Deskundige Steriele Medische Hulpmiddelen in het kader van de wet op de Steriele Medische Hulpmiddelen en/of Deskundige Reiniging en Desinfectie Flexibele Endoscopen.
Het merendeel van de ziekenhuishygiënisten is lid van de Vereniging voor Hygiëne en Infectiepreventie in de Gezondheidszorg. Deze beroepsvereniging heeft een verenigingsblad het Tijdschrift voor Hygiëne en Infectiepreventie in de Gezondheidszorg.
Lijst van verpleegkundige specialisaties · portaal · afbeeldingen